# Інтенсивність мобільності
Інтенс́ивність мобíльності — у соціології одна з характеристик соціальної мобільності, яка позначає число індивідів, що змінюють соціальні позиції у вертикальному або горизонтальному напрямі за певний проміжок часу.
Інтенсивність мобільності залежить від кількості статусів, що існують у суспільстві, а також від умов, що дають змогу людям пересуватися від статусу до статусу, а точніше, від міри свободи такого пересування.
Виділять абсолютну та відносну інтенсивність мобільності.